# Betula ashburneri
Betula ashburneri — вид квіткових рослин з родини березових (Betulaceae). Росте у Гімалаях, Тибеті, Китаї.

## Біоморфологічна характеристика
Це кущ чи кущове дерево від 3 до 10 м заввишки, зазвичай з кількома стовбурами, що відходять більш-менш горизонтально від рівня ґрунту.

## Поширення й екологія
Поширення: Бутан; Китай (Юньнань, Тибет, Сичуань); Індія (Аруначал-Прадеш). Зростає на висотах від 3000 до 4065 метрів. Зустрічається на крутих гірських схилах, на верхній межі лісу.